# Филдхаус, Джон
Джон Филдхаус (англ. John Fieldhouse; 12 февраля 1928, Лидс, Британская империя — 17 февраля 1992, Саутгемптон, Великобритания) — адмирал Королевского военно-морского флота Великобритании. Командовал пятью подводными лодками и фрегатом, а затем вошёл в состав высшего командования Королевского ВМС Великобритании. В апреле 1982 года произошло вторжение аргентинских вооружённых сил на Фолклендские острова, Джон Филдхаус был назначен командующим тактической группой ВМС Великобритании для участия в военной операции по возврату островов. Военная кампания завершилась капитуляцией аргентинских войск в июне 1982 года. В декабре 1982 года Джон Филдхаус стал Первым морским лордом и председателем военно-морского штаба Великобритании, убедил британское правительство выделить денежные средства на замену кораблей, потерянных в войне за Фолклендские острова.

## Ранний период жизни
Родился 12 февраля 1928 года в Лидсе в семье сэра Гарольда Филдхауса (секретаря Национального совета помощи) и Мейбл Элейн Филдхаус (девичья фамилия Эллиотт). Джон Филдхаус получил образование в Королевском военно-морском колледже в Дартмуте.

## Военная карьера

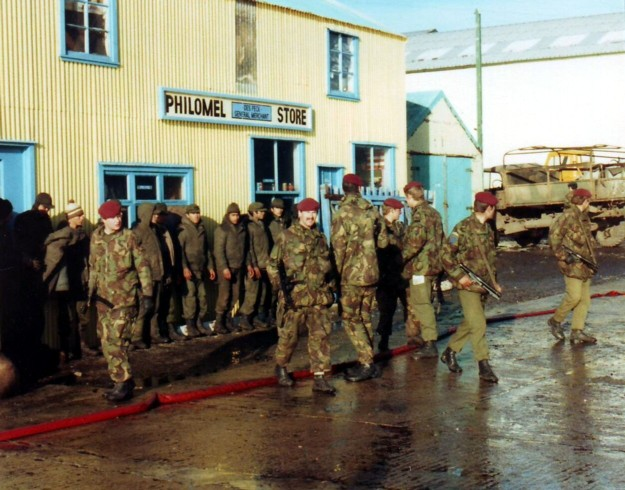
Пленные аргентинские солдаты после окончания Фолклендской войны.

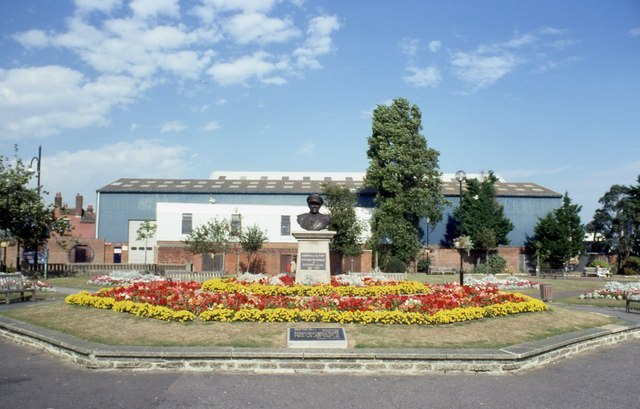
Бюст Джона Филдхауса в Фолклендских садах в Госпорте.

В 1944 году поступил в Королевские ВМС Великобритании в звании кадета. В 1945 году проходил службу мичманом на крейсере HMS Norfolk (78). 1 мая 1947 года получил звание сублейтенанта, а в марте 1949 году поступил на службу на подводную лодку HMS Thule (P325). 1 октября 1949 года ему было присвоено звание лейтенанта и проходил службу на подводных лодках HMS Astute (P447), HMS Aeneas (P427), а затем на HMS Totem (P352). В 1955 году окончил курсы на должность капитана подводных лодок. В январе 1956 года принял командование своей первой подводной лодкой HMS Subtle (P251), а в марте 1956 года стал капитаном подводной лодкой HMS Acheron (P411). Получив звание лейтенанта-коммандера 1 октября 1957 года и принял командование подводной лодкой HMS Tiptoe (P332) в июне 1958 года, а затем поступил на факультет ядерной науки и техники Королевского военно-морского колледжа в Гринвиче. В январе 1961 года стал капитаном подводной лодкой HMS Walrus (S08), а 31 декабря 1961 года ему было присвоено звание коммандера. В июле 1964 года принял командование HMS Dreadnought (S101), первой атомной подводной лодкой Королевского ВМС Великобритании. В 1966 году проходил обучение в Объединённом военном училище, а затем был назначен заместителем командующего авианосцем HMS Hermes (R12). Джон Филдхаус участвовал подготовке к выводу британских войск из Адена во время чрезвычайной ситуации во время Аденского кризиса (1963—1967). Получив звание капитана 31 декабря 1967 года и проходил службу на военно-морской базе Клайд в Шотландии, где принял командование подводными лодками типа «Резолюшн». В октябре 1970 года был назначен капитаном фрегата HMS Diomede (F16), как часть его общего командования 3-й эскадрильей фрегатов.
В 1972 году получил звание коммодора и принял командование 1-й постоянной военно-морской группы НАТО. Затем перешел в Министерство обороны Великобритании, сначала в качестве заместителя директора по войне на море, а с ноября 1973 года стал директором по войне на море. Повышен в звании до контр-адмирала 7 января 1975 года, а 1 апреля 1978 года получил звание вице-адмирала и стал контролером военно-морского флота в январе 1979 года. В 1980 году ему был присвоен орден Бани.
В апреле 1981 года коммандером флота Великобритании и НАТО, а также командующим ВМС Восточной Атлантики и получил повышение до звания полного адмирала 23 июля 1981 года. В апреле 1982 года произошло вторжение аргентинских вооружённых сил на Фолклендские острова и Джон Филдхаус был назначен командующим тактической группой ВМС Великобритании, которой было поручено осуществить возврат контроля над островами. Джон Филдхаус руководил действиями британских войск с командного пункта в Нортвуде и в июне 1982 года Фолклендская война окончилась капитуляцией аргентинских войск. После окончания войны ему были вручены орден Бани и орден Британской империи.
1 декабря 1982 года Джон Филдхаус стал Первым морским лордом и начальником военно-морского штаба, в этой должности он убедил британское правительство организовать финансирование для замены кораблей, потерянных в войне с Аргентиной за Фолклендские острова. 2 августа 1985 года был произведен в адмиралы флота и стал начальником штаба обороны Великобритании. Вышел на пенсию в декабре 1988 года.

## В отставке
В 1990 году стал пэром Барон Филдхаус из Госпорта, графства Гэмпшир. В отставке работал консультантом компании VT Group. Также проявлял интерес к парусному спорту. В 1992 году ему была сделана серьёзная операция на сердце в больнице Саутгемптона, после операции началось заражение и он скончался 17 февраля 1992 года.

## Семья
В 1953 году Джон Филдхаус женился на Маргарет («Мидж») Кулл: у пары был сын Марк, дочери Аманда и Сара.